# Црни плес
Црни плес је трећи по реду и последњи музички албум београдске рок групе Октобар 1864 објављен 1990. године.

### Песме на албуму
1. Црни плес
2. Мирис предграђа
3. Денис
4. Е 7/9
5. Пут
6. Осећам за тебе

## Музичари

### Чланови групе
- Тања Јовићевић - вокал
- Горан Томановић - гитара
- Љуба Томановић - бас-гитара
- Иван Зечевић - бубњеви
- Деан Крмпотић - клавијатуре
- Марко Лалић - саксофон
- Бранко Баћовић - труба
- Небојша Мрваљевић - тромбон
- Дејан Абадић - клавијатуре
- Вук Динић - тромбон
- Слободан Андрић - саксофон

### Гости
- Деже Молнар - тенор и алт саксофон, кларинет
- Драган Козарчић - труба
- Антон Хорват - баритон саксофон
- Милан Младеновић - пратећи вокал
- Благоје Недељковић - бубњеви (песма „Денис")
- - гитарски соло (песма „Црни плес")